# トヨタ・i-unit

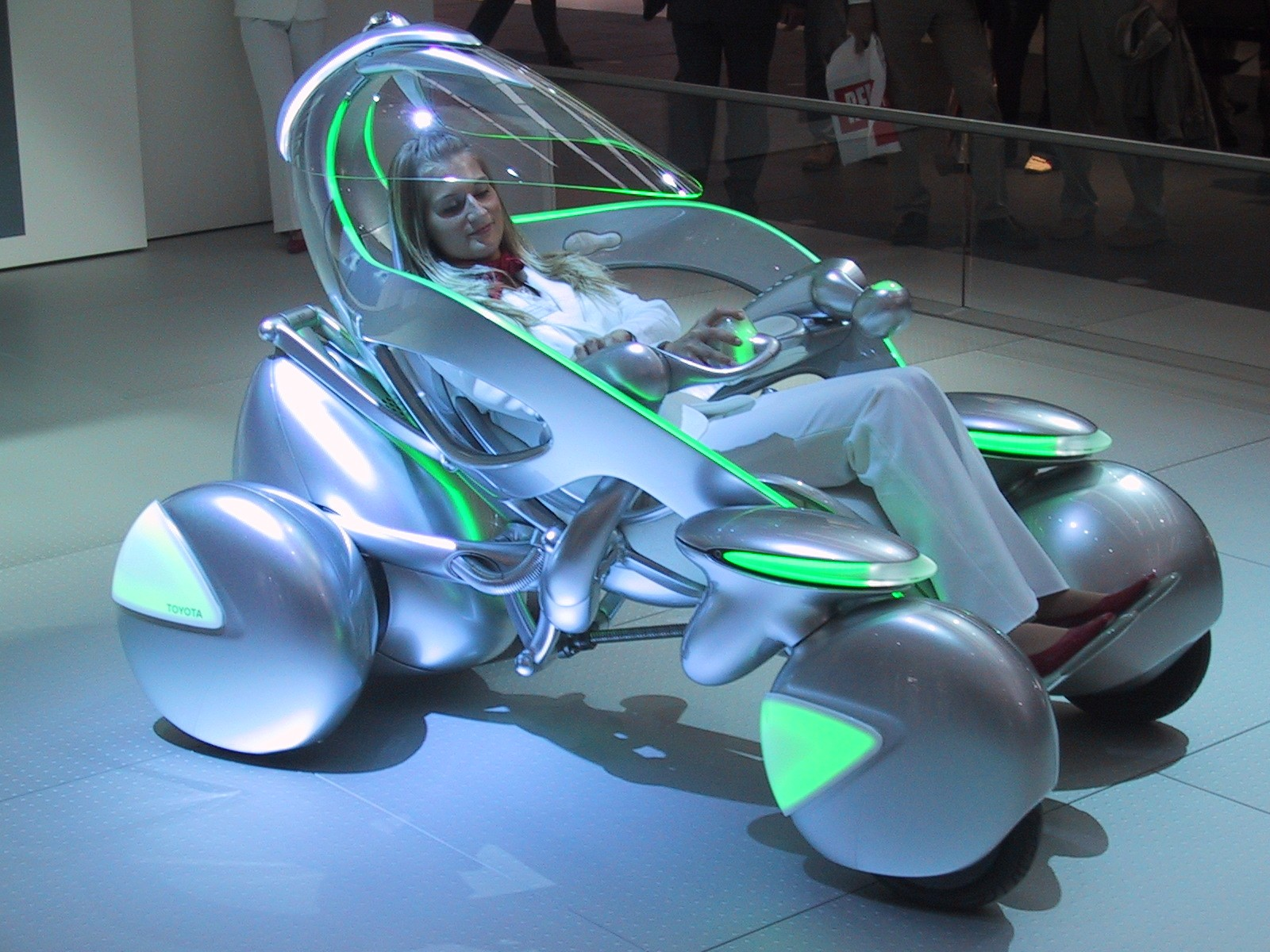
トヨタi-unit（高速姿勢モード）

トヨタ・i-unitとは、トヨタ自動車が開発したパーソナルモビリティのこと。

## 概要

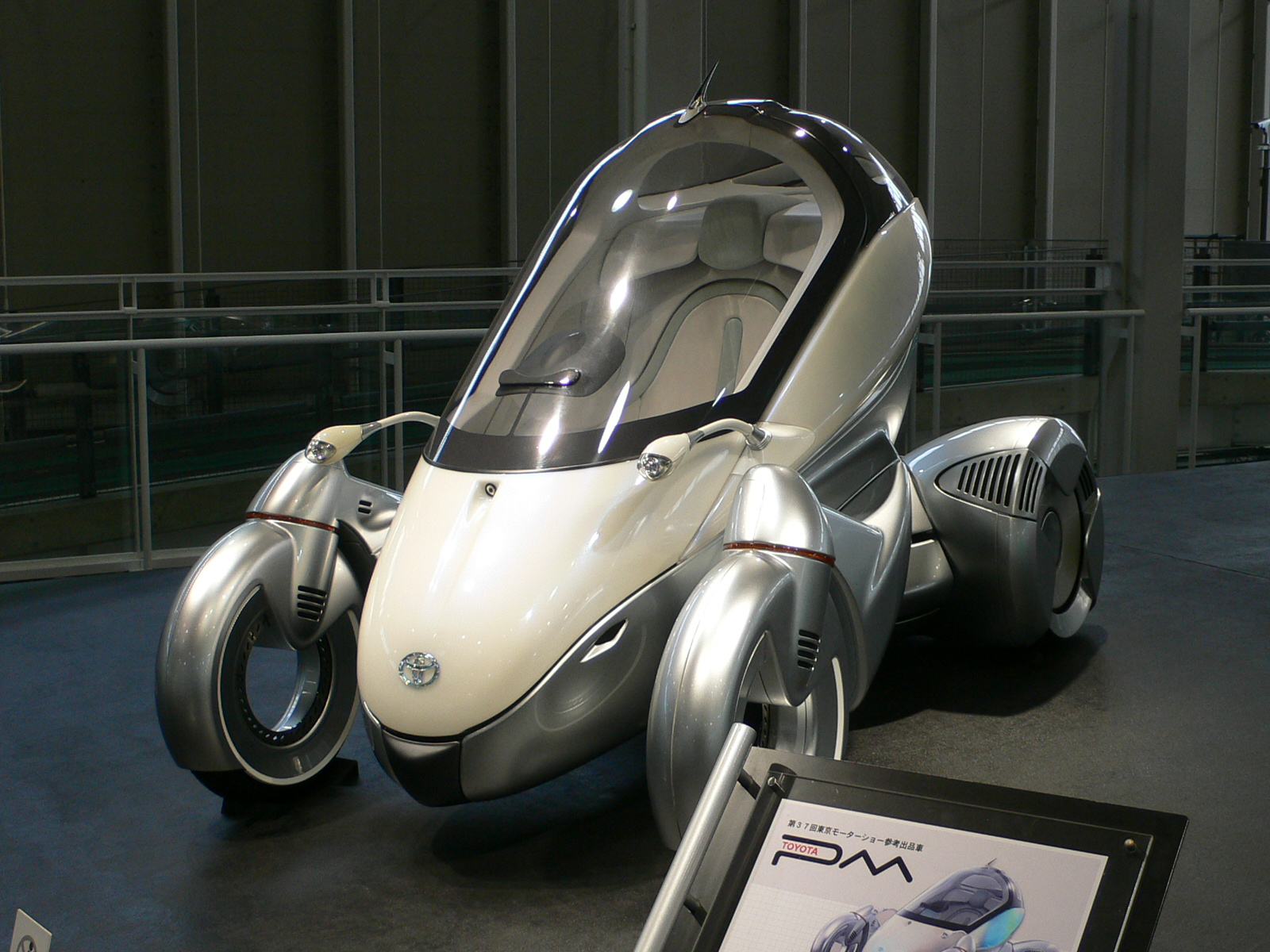
i-unitの前身であるトヨタ・PM

2005年日本国際博覧会（以下愛知万博）にてトヨタ自動車が出展した、未来型パーソナルモビリティ。2003年の東京モーターショーに出展した「PM」というコンセプトカーをさらに発展させたもの。会期中は愛知万博における展示品の一種のシンボルとしてテレビなどで多く取り上げられていた。
「人間の拡張」というコンセプトに基づいており、クルマに「乗る」のではなく「着る」という感覚で設計されている。
軽量かつコンパクトなボディにより、クルマの乗降が楽になり、さらに消費するエネルギーも最小限で済ませられ、駐車スペースの節約などにもなる。i-unitのデザインのモチーフは「葉」であり、人を包み込むように柔らかなデザインとなっている。また、i-unitの車体のシルバー部分はケナフ材、アームレストなどはポリ乳酸を使用しており、環境への負荷を減らす工夫が施してある。

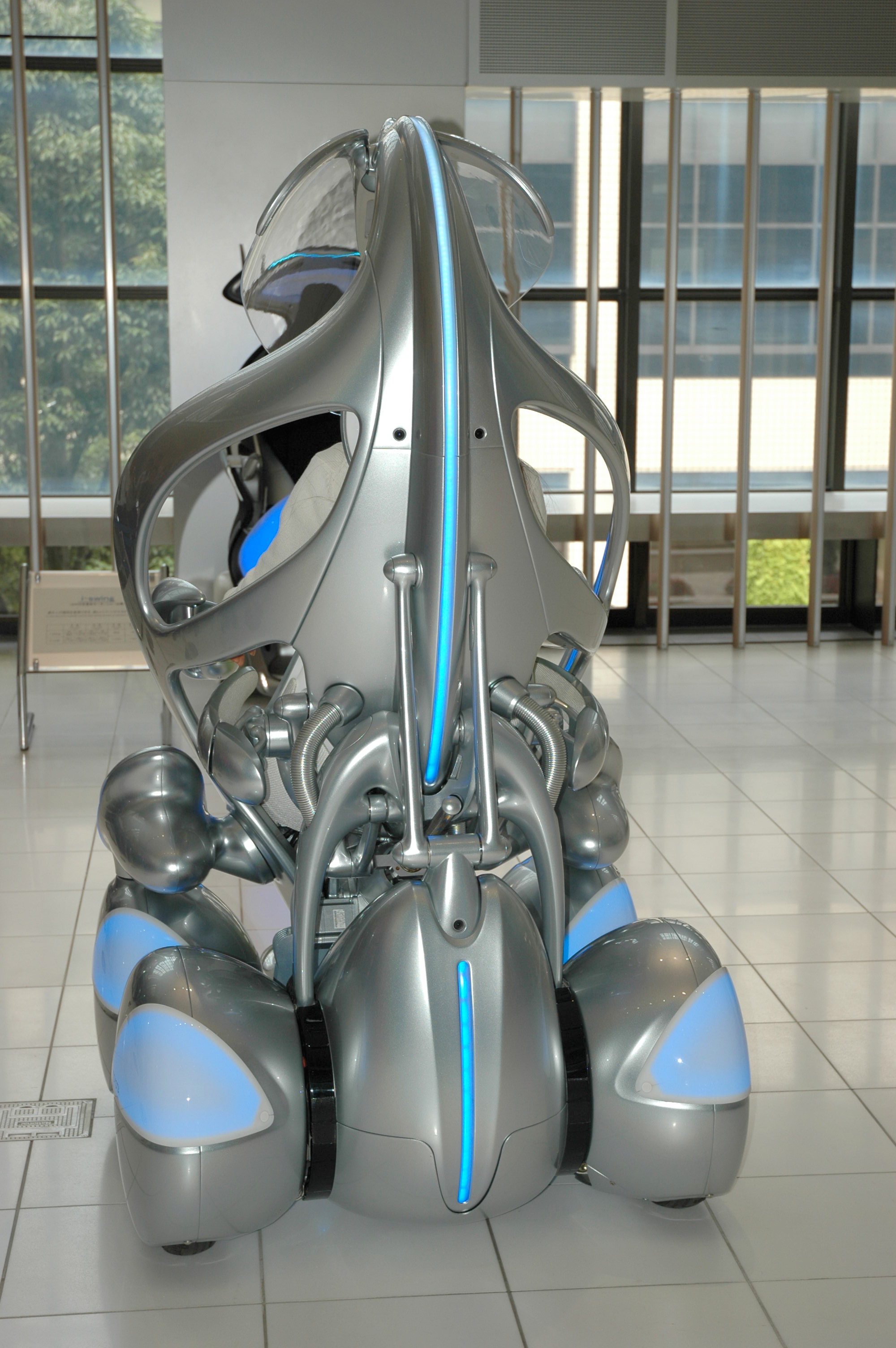
トヨタi-unit（低速姿勢モード）背面

i-unitには2つのモードがあり、人の視線の高さで走る低速姿勢モードと、ホイールベースを延長して安定性を確保した高速姿勢モードがある。
i-unitにはステアリングやアクセルペダルがなく、代わりにドライブ・バイ・ワイヤを利用したドライブコントローラーが搭載されている。これは、前に倒せば前進、左に倒せば左折と、片手で加減速と操舵を行えるようにしたもの。これにより、簡単かつ思いのままに運転することが出来る。
実はこの乗り物には交差点などで衝突を回避するためにお互いに電波を飛ばしあい、交差するときにお互いをうまくすれ違えるシステムが入っている。愛知万博ではこの模様をショーとして披露しているが、あまり認知されていない。
さらにi-unitには「マイ・ユニット機能」というものが備わっており、手のひらや顔などの生体認証システムなどを使うことにより、個人の嗜好にあわせた情報を提供する。
i-unitは、博覧会に出展されたi-footとパートナーロボットと共に、2005年度のグッドデザイン金賞を受賞した。博覧会後にはMEGAWEBやアムラックスなどでi-unitに試乗するイベントが行われていたり、東海地方のイベント等で展示・披露されている。また、大須のアイシン精機の関連ショールームに常設展示されている場合もある。
2006年4月4日から11月17日までトヨタ会館2階大ホールにおいてi-unit運転体験が行われた。予約方法はインターネットのみであった。午前・午後各10組20名で実施され、運転時間はインストラクターの誘導のもと1人あたり5分程度であった。運転体験は低速姿勢モードのみ、最高スピードは5km/hに制限されていた。

## 諸元
- 全長×全高×全幅

低速姿勢モード：1100×1800×1040mm
高速姿勢モード：1800×1250×1040mm
- ホイールベース

低速姿勢モード：540mm
高速姿勢モード：1300mm
- トレッド

低速姿勢モード：850mm
高速姿勢モード：830mm
- 重量：180kg
- 最小回転半径：0.9m
- 駆動方式：インホイールモーター、後輪駆動
- バッテリー：リチウムイオンバッテリー